# Ludjibait
Ludjibait ist ein sehr selten vorkommendes Mineral aus der Mineralklasse der „Phosphate, Arsenate und Vanadate“. Es kristallisiert im triklinen Kristallsystem mit der Zusammensetzung Cu5[(OH)4|(PO4)2], ist also chemisch gesehen ein Kupfer-Phosphat mit zusätzlichen Hydroxidionen.
Ludjibait tritt in Form von kammförmigen Mineral-Aggregaten auf, die sich aus lanzettförmigen, nach (011) blättrig-dünntafeligen Kristallen bis 0,3 mm Größe aufbauen. Sie zeigen charakteristischerweise dunkel bläulichgrüne Farbtöne.

## Etymologie und Geschichte

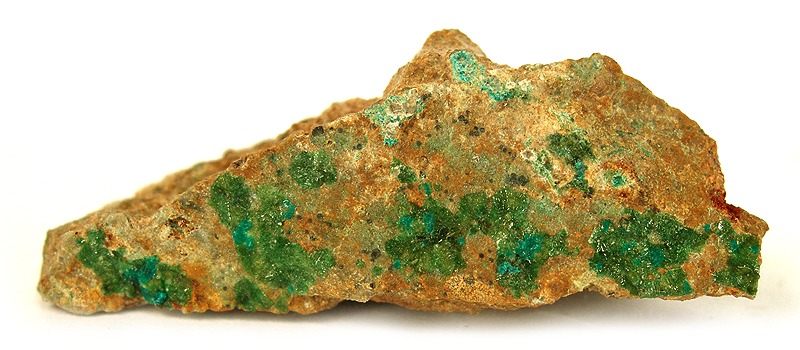
Bläulichgrüne Ludjibait-Kristalle auf Quarz aus der Typlokalität, der Lagerstätte Ludjiba in der Demokratischen Republik Kongo (Größe: 3,6 cm × 1,6 cm × 1,2 cm)

Erstmals entdeckt wurde Ludjibait in der Provinz Haut-Katanga in der Demokratischen Republik Kongo, genauer in der Lagerstätte Ludjiba am gleichnamigen Fluss und den gleichnamigem Bergen unweit Shinkolobwe, und wurde 1988 durch den belgischen Kristallographen Paul Piret und den belgischen Mineralogen Michel Deliens erstbeschrieben. Sie benannten das Mineral nach seiner Typlokalität Ludjiba.
Typmaterial des Minerals wird einerseits im Königlichen Museum für Zentral-Afrika in Tervuren, Belgien (Katalog-Nr. RMG 14.445) aufbewahrt, wo es zusammen mit Pseudomalachit und Libethenit auf einer Stufe auftritt. Eine weitere Probe wird im Museum für Naturwissenschaften in Brüssel (Katalog-Nr. RC 3.514) aufbewahrt.

## Klassifikation
Da der Ludjibait erst 1987 als eigenständiges Mineral anerkannt wurde, ist er in der seit 1977 veralteten 8. Auflage der Mineralsystematik nach Strunz noch nicht verzeichnet.
In der zuletzt 2018 überarbeiteten Lapis-Systematik nach Stefan Weiß, die formal auf der alten Systematik von Karl Hugo Strunz in der 8. Auflage basiert, erhielt das Mineral die System- und Mineralnummer VII/B.11-010. Dies entspricht der Klasse der „Phosphate, Arsenate und Vanadate“ und dort der Abteilung „Wasserfreie Phosphate, mit fremden Anionen F,Cl,O,OH“, wo Ludjibait zusammen mit Arsenoklasit, Cornubit, Cornwallit, Gatehouseit, Pseudomalachit, Reichenbachit, Reppiait und Turanit eine unbenannte Gruppe mit der Systemnummer VII/B.11 bildet.
Die von der International Mineralogical Association (IMA) zuletzt 2009 aktualisierte 9. Auflage der Strunz’schen Mineralsystematik ordnet den Ludjibait in die Klasse der „Phosphate, Arsenate und Vanadate“ und dort in die Abteilung „Phosphate usw. mit zusätzlichen Anionen; ohne H2O“ ein. Hier ist das Mineral in der Unterabteilung „Mit ausschließlich mittelgroßen Kationen; (OH usw.) : RO4 = 2 : 1“ zu finden, wo es als einziges Mitglied eine unbenannte Gruppe mit der Systemnummer 8.BD.25 bildet.
In der vorwiegend im englischen Sprachraum gebräuchlichen Systematik der Minerale nach Dana hat Ludjibait die System- und Mineralnummer 41.04.03.03. Das entspricht der Klasse der „Phosphate, Arsenate und Vanadate“ und dort der Abteilung „Wasserfreie Phosphate etc., mit Hydroxyl oder Halogen“. Hier findet er sich innerhalb der Unterabteilung „Wasserfreie Phosphate etc., mit Hydroxyl oder Halogen mit (AB)5(XO4)2Zq“ in einer unbenannten Gruppe mit der Systemnummer 41.04.03, in der auch Pseudomalachit und Reichenbachit eingeordnet sind.

## Kristallstruktur
Ludjibait kristallisiert in der triklinen Raumgruppe P1 (Raumgruppen-Nr. 2) mit den Gitterparametern a = 4,446 Å; b = 5,871 Å; c = 8,680 Å; α = 103,9°; β = 90,3° und γ = 93,2° sowie einer Formeleinheit pro Elementarzelle.
Die Kristallstruktur besteht aus vier kristallographisch singulären Kupferatomen, die sich auf charakteristisch deformierten (vier kurze und zwei lange Bindungen), 6-fach koordinierten Positionen befinden. Sie sind miteinander verknüpft und bilden dabei zweidimensionale, kupferhaltige Schichten. Wie bei den beiden Polymorphen von Ludjibait können diese Schichten (die miteinander durch Phosphat-Tetraeder und Wasserstoffbindungen verbunden sind) aus einem zweidimensionalen Gerüst aus kupferhaltigen Polyedern mit gemeinsamen Kanten hergeleitet werden.

## Eigenschaften

### Morphologie
Ludjibait kommt meist in Form von kammförmigen, kugelig-nierig-traubigen Aggregaten mit konzentrisch-radialfaseriger Struktur vor. Mitunter werden diese Aggregate auch aus lanzettförmigen, nach (011) blättrigen Kristallen bis 0,3 mm Größe aufgebaut.  Gelegentlich bestehen diskrete Zonen in massiven, monomineralisch aussehenden Pseudomalachit-Aggregaten aus Ľubietová alternierend aus Ludjibait, Reichenbachit und Pseudomalachit – alle drei Cu5(PO4)2(OH)4-Polymorphe kommen also in ein und demselben kugeligen Aggregat vor. Bis 6 mm große kugelige Aggregate von der „Grube Käusersteimel“ bestehen im Innern aus Pseudomalachit, während der äußere Teil aus einer Mixtur von Ludjibait und Reichenbachit gebildet wird. Zur Oberfläche der kugeligen Aggregate nimmt der Reichenbachit-Anteil stetig zu, so dass die Reihenfolge der Abscheidung mit Pseudomalachit → Ludjibait → Reichenbachit angegeben werden kann.

### Physikalische und chemische Eigenschaften
Die Farbe des Ludjibaits ist dunkel bläulichgrün, seine Strichfarbe variiert von blassblau bis weiß. Während die Aggregate seidenglänzend sind, weisen die durchscheinenden bis opaken Kristalle Glasglanz auf. Die Mohshärte von Ludjibait ist unbekannt. Das chemische Verhalten von Ludjibait ist nicht beschrieben, jedoch dürfte sich das Mineral ähnlich gut in Säuren sowie NH4(OH) lösen wie sein Polymorph Pseudomalachit.

## Modifikationen und Varietäten
Die Verbindung Cu5[(OH)4|(PO4)2] ist trimorph und kommt in der Natur neben dem triklin kristallisierenden Ludjibait noch als jeweils monoklin kristallisierender Pseudomalachit und Reichenbachit vor.

## Bildung und Fundorte
Ludjibait bildet sich sekundär in der Oxidationszone von Kupfer-Lagerstätten. Als Begleitmineral können weitere Kupferphosphate bzw. -arsenate auftreten. An der Typlokalität kristallisiert das Mineral auf Pseudomalachit und wird von Libethenit begleitet. An den Fundorten Ľubietová (Libethen) bei Banská Bystrica (Neusohl) und „Grube Käusersteinel“ bei Kausen treten alle drei Polymorphe von Cu5(PO4)2(OH)4, also Ludjibait, Reichenbachit und Pseudomalachit, auf. Die Vergesellschaftung mit Pseudomalachit ist für viele Fundorte typisch. Auf dem Erstfund von Ludjibait in Ľubietová wurden auf ein und derselben Stufe sowohl Ludjibait als auch Reichenbachit identifiziert – allerdings in unterschiedlichen Hohlräumen.
Als seltene Mineralbildung konnte Ludjibait nur an wenigen Fundorten nachgewiesen werden. Bisher (Stand 2016) sind rund 10 Fundorte bekannt. Neben seiner Typlokalität, der 12 km südwestlich von Kambove und 20 km westlich von Likasi liegenden Lagerstätte „Ludjiba“ in der Provinz Haut-Katanga, trat das Mineral in der Demokratischen Republik Kongo (Zaïre) auch in der „Shituru Mine“ bei Likasi, Provinz Haut-Katanga, auf.
Der wichtigste europäische Fundpunkt ist der „Reiner-Stollen“, Podlipa bei Ľubietová (Libethen) unweit Banská Bystrica (Neusohl), Slowakei. In Deutschland kam das Mineral in der Grube „Käusersteimel“ bei Kausen und in der Grube „Kalterborn“ im Eisenzecher Zug bei Siegen, beide im Siegerland, vor. In Österreich wurde Ludjibait bisher nur im Steinbruch Tanzer bei Falkenstein in den Fischbacher Alpen, Steiermark, gefunden. Fundorte in der Schweiz sind nicht bekannt.
Weitere Fundpunkte sind Jáchymov (St Joachimsthal), Jáchymov District (St Joachimsthal), Krušné Hory, Region Karlovy Vary, Böhmen, Tschechien; die Christiana Mine bei Agios Konstantinos, Lavrion, Attikí, Griechenland, die Mina Manto Cuba, Distrikt San Pedro de Cachiyuyo, Inca de Oro, Provinz Chañaral, Región de Atacama, Chile. Aus Namibia wurde das Mineral aus der „Alt Bobos Mine“ auf der Farm Uris 481 bei Otavi, Region Otjozondjupa, und aus der 25 km nördlich von Rosh Pinah liegenden „Skorpion Zinc Mine“, Region ǁKaras, beschrieben.